# Microrhopala inermis
Microrhopala inermis är en skalbaggsart som beskrevs av Staines 2006. Microrhopala inermis ingår i släktet Microrhopala och familjen bladbaggar. Inga underarter finns listade i Catalogue of Life.